# Almerindo Portfolio
Almerindo Portfolio (Schiavi di Abruzzo, 23 maggio 1878 – Gabriels, 23 gennaio 1966) è stato un imprenditore italiano.

## Biografia
Emigrò in USA nel 1888 sulla nave SS Letimbro, assieme al fratello Silvino ed al padre, il quale tornò in Italia nel 1895. Il 26 maggio 1908 cambiò legalmente il suo cognome da Porfilio a Portfolio.
Iniziando come fattorino, raggiunse la Presidenza della Bank of Sicily; successivamente fondò un'azienda di abbigliamento, poi ceduta al fratello. Fu inoltre editore di giornali, finanziere e commerciante di materie prime.
Alla fine degli anni '10 diventò ambasciatore in Russia.
Tra il 1917 e il 1919 regalò 300 000 lire (circa 633 000 euro nel 2009) per la realizzazione della prima elettrificazione del suo comune d'origine.
In seguito donò al suo paese di origine 50 000 lire (circa 105 000 euro nel 2009) per la creazione delle condutture idriche. 
Fu Tesoriere di New York durante l'amministrazione del sindaco Fiorello La Guardia..
Nel 1940 fu delegato per l'undicesimo distretto di New York alla Republican National Convention.
Nel 1966 il marito di sua sorella Giacinta Porfilio, Paolo Alberto Rossi scrisse un libro sulla sua vita avventurosa.